# 금융결제원
금융결제원(金融決濟院, 영어: Korea Financial Telecommunications and Clearings Institute, 약칭: 금결원, KFTC)은 전자금융서비스의 핵심 인프라이자 5대 국가기간전산망 중 하나인 금융공동망을 구축·운영하는 금융기관으로, 사원은행으로 구성된 총회가 최고의사결정기구인 비영리 사단법인이다.

## 설립 목적
금융결제원은 전자금융서비스의 핵심 인프라인 금융공동망의 구축·운영을 위하여 당시 어음교환과 지로업무를 각각 전담하여 수행하여 온 전국어음교환관리소와 은행지로관리소를 통합하여 1986년 6월에 설립되었다.
설립 이후 금융결제원은 어음교환과 지로업무외에 1988년 CD(현금자동인출기)공동망, 타행환공동망, 전자금융공동망, CMS(자금관리서비스)공동망, 신용 및 직불카드공동망, 지방은행공동정보망, 주택청약공동망, 전자화폐(K-CASH)공동망, 외환동시결제(CLS)공동망 등 다양한 지급결제시스템을 구축 운영함은 물론 인터넷지로, 전자상거래 지급결제(BANKPAY PG), 모바일 지급결제(Ubi), 전자어음 등의 전자결제서비스를 제공하였다.
뿐만 아니라 인터넷 환경에서 지급결제가 안전하게 이뤄질 수 있도록 지원하기 위해 공인인증(yessign)시스템을 구축·운영하고 있으며, 금융정보공유분석센터(금융ISAC) 및 금융공동망 백업시스템 구축 등을 통해 지급결제서비스에 대한 정보보호 및 안전대책에도 만전을 기하고 있다.
1986년 설립 당시 연간 3억 7,200만건, 1,088조원(일평균 126만건, 4조원)에 불과했던 지급결제 처리규모가 2008년에는 47억 2천만건에 13,677조원 (일평균 1,650만건, 45조원)에 달하고 있다. 금융결제원은 이와 같이 방대한 규모의 지급결제서비스를 안정적으로 처리함으로써 국내 금융 산업의 대외 경쟁력 강화와 이용고객의 편의 제고에 이바지하고 있다.
정보통신기술 및 금융기법 등이 더욱 고도화됨에 따라 다양한 전자금융 서비스 및 새로운 서비스에 대한 요구가 날로 증대되고 있어, 금융결제원은 2009년에도 이러한 환경변화에 적극 대처하기 위하여 어음·수표의 이미지 정보교환 추진을 비롯하여 어음 발행 정보 등록 및 조회 시스템 구축, 인터넷 지로 365일 납부실시, 국가간 CD/ATM 공동이용 서비스 등 다양한 사업을 추진할 예정이며, BCP 국제표준(BS 25999) 인증 획득 및 DoS공격 공동 대응 시스템 구축 등을 통하여 전산 시스템의 안전성 및 효율성 향상을 위한 노력을 하고 있다.

## 주요업무

### 금융공동망
금융공동망은 금융기관과 금융결제원의 전산시스템을 상호 연결하여 금융 이용고객에게 각종 금융거래 서비스와 금융거래정보를 제공하는 지급결제시스템이다.
금융 이용고객이 거래은행에 가지 않고도 현금인출, 계좌이체, 송금 및 금융거래정보 조회 등 각종 지급결제서비스를 편리하게 이용할 수 있는 것은 전 금융기관이 네트워크로 연결된 금융공동망이 있기 때문이다. 금융공동망은 오프라인, 장표 위주의 결제 관행을 개선하여 전자적 결제수단 이용을 확산시키고 새로운 전자금융서비스를 창출할 수 있는 핵심 인프라 역할을 하고 있다. 관련업무로는 CD, 타행환, 전자금융, 지방은행공동정보망, 전자화폐, PG 전자상거래, 외환동시결제 등이 있다.

#### 국가간ATM(EXK)
금융결제원에서 운영 중인 국가 간 ATM망으로, 대한민국 국내용 현금카드로 외국 현지에서 현금을 출금할 수 있는 서비스이다. 국문명은 "익스케이"다. 미국, 말레이시아, 필리핀, 베트남, 태국, 인도네시아(발리, 길리)에서 사용이 가능하다. 하지만 2024년 10월 7일에 우리카드의 체크카드인 "우리BC ONE 체크카드 국제ATM"이 단종되어 현재는 발급받을 수 있는 곳이 없다.
예전에는 신한은행과 한국씨티은행도 EXK를 지원했었다. 한국씨티은행은 국내전용 현금카드를 발급받을 때 신청서에 EXK 옵션을 체크해야 발행할 수 있었고, 신한은행은 지점마다 EXK 현금카드 재고 유무를 확인하고 방문해야 했다. 그러나 한국씨티은행은 2022년부터 소매금융 전면 중단을 선언하면서 더 이상 발급받을 수 없게 됐으며, 신한은행은 2022년 3월을 마지막으로 EXK의 신규 발행을 중단했다. 사실상 마지막으로 남은 우리카드의 EXK 체크카드인 "우리BC ONE 체크카드 국제ATM"은 2024년 10월 7일에 단종됐다가, 2025년에 발급이 재개됐다.

### 공동전산업무
금융기관 간 공동업무에 대한 정보공유 및 전산자원 중복투자 방지의 필요성이 대두됨에 따라 금융결제원은 전산화의 효율성을 높이기 위해 여러 가지 업무를 수행하고 있다. 관련 업무로는 공인인증, 금융ISAC, 주택청약, 퇴직연금 기록관리가 있다.

### 부가사업
부가사업으로 금융공동망 운영 능력과 경험을 활용하여 이용고객에게 다양한 고부가가치 금융서비스를 제공하고 있다. 관련 업무로는 CMS(자금관리서비스), 지로EDI, 카드VAN, 전자어음관리, 전자세금계산서, 물품대금결제, 휴대폰 전자서명, 나라빌서비스 등이 있다.

### 지로/인터넷지로
지로는 일상거래에서 발생하는 지급인과 수취인간의 각종 자금결제를 현금이나 수표로 주고받는 대신 금융기관의 계좌를 이용하여 결제하는 서비스로 금융결제원은 수취인 또는 지급인의 계좌로 지로자금이 입·출금될 수 있도록 금융기관과 지로이용기관 및 고객간 처리센터 역할을 수행하고 있다. 관련 업무로는 장표지로, 자동이체, 납부자 자동이체, 대량지급, 인터넷지로 등이 있다.

### 어음교환
어음교환은 일정한 지역내에 있는 다수의 금융기관이 고객으로부터 수납한 어음, 수료 중 타 금융기관이 지급해야 할 어음과 타 금융기관이 수납한 어음 중 자신이 지급해야 할 어음을 특정한 장소(금융결제원 어음교환소)에서 특정한 시각에 일괄하여 교환하고 이에 따른 대금을 결제하는 것을 말하며, 부도 및 거래정지처분제도를 운영하고 있다. 관련 업무로는 자기앞수표 정보교환, 내국신용장 어음교환, 기업구매자금어음 정보교환, 전자채권 등이 있다.

## 주요 연혁
- 1986년 설립
- 1988년 CD공동망 가동
- 1989년 ARS공동망, 타행환공동망 가동
- 1990년 일괄전송망 가동
- 1992년 SWIFT시스템 가동
- 1994년 자동계좌이체업무 실시
- 1996년 직불카드, 자금관리서비스(CMS) 공동망 가동
- 1997년 지방은행공동정보망 가동
- 2000년 주택청약 공동망, 인터넷지로, 전자화폐 공동망, 공인인증, PG 서비스 실시
- 2001년 전자금융공동망 가동, 서민금융기관(상호저축은행, 새마을금고, 신용협동조합) 가입
- 2004년 CLS공동망 가동
- 2005년 전자어음 관리시스템 가동
- 2006년 국민주택채권 중계시스템 가동
- 2007년 분당전산센터 준공
- 2008년 인터넷지로 신용카드 국세납부 실시
- 2009년 어음 발행정보 등록·조회 서비스 실시, 업무연속성 관리능력 국제표준(BS25999) 인증

## 참가기관
한국은행과 은행법상의 금융기관은 금융결제원의 사원, 준사원 또는 특별참가기관이 될 수 있으며, 금융기관이 아닌 기관으로서 금융업 또는 금융 관련 업무를 영위하는 기관은 총회의 승인을 얻어 특별참가기관이 될 수 있다.

### 사원은행
사원은행에는 대한민국의 주요 시중은행이 속한다.

#### 목록
- 한국은행
- 한국산업은행
- 기업은행
- 국민은행
- KEB하나은행
- 농협은행
- 우리은행
- SC제일은행
- 한국씨티은행
- 신한은행

### 준사원은행
준사원은행에는 대한민국의 시중은행,지방은행 등이 속한다.

#### 목록
- 수협중앙회
- 한국수출입은행
- 대구은행
- 경남은행
- 부산은행
- 광주은행
- 전북은행
- 제주은행
- 기술신용보증기금
- 신용보증기금

### 특별참가기관
특별참가기관에는 상호금융기관, 비은행금융기관, 일부 금융투자회사 및 외국계 은행이 속한다.

#### 목록
| - 농협중앙회 - 수산업협동조합 - 산림조합중앙회 - 새마을금고중앙회 - 신용협동조합중앙회 - 상호저축은행중앙회 - 솔로몬저축은행 - 현대스위스저축은행 - 우정사업본부 - 서울보증보험 - 한국주택금융공사 - 한국스탠다드차타드캐피탈 - 한국정책금융공사 - 우리캐피탈 - KB국민카드 | - HSBC - 도이치은행 - RBS - 미쓰비시 도쿄 UFJ 은행 - 미즈호코퍼레이트은행 - 뱅크오브아메리카 - JP모간 체이스 - 모건 스탠리 | - 미래에셋대우 - 삼성증권 - KB증권 - 한국투자증권 - 신한금융투자 - 대신증권 - 하나금융투자 - 유안타증권 - 신영증권 - 한화증권 - 유진투자증권 - 키움증권 - 메리츠종합금융증권 - 동부증권 - NH투자증권 - 교보증권 - SK증권 - 부국증권 - 하이투자증권 - HMC투자증권 - 이베스트투자증권 - 솔로몬투자증권 - 케이프투자증권 |

## 같이 보기
- 한국은행(BOK)
- 금융위원회(FSC)
- 금융감독원(FSS)
- 금융보안원(FSI)